# Sondalo
Sondalo est une commune italienne de la province de Sondrio, dans la région Lombardie, en Italie.

## Administration
| Période                                  | Période | Identité | Étiquette | Qualité |
| ---------------------------------------- | ------- | -------- | --------- | ------- |
|                                          |         |          |           |         |
| Les données manquantes sont à compléter. |         |          |           |         |

### Hameaux
Migiondo, Sommacologna, Somtiolo, Mondadizza, Grailè, Le Prese, Frontale, Fumero, Taronno, Montefeleito.

### Communes limitrophes
Grosio, Ponte di Legno, Valdisotto, Valfurva, Vezza d'Oglio.